# Louis Thomassin
Pour les articles homonymes, voir Thomassin.

De Verbi Dei Incarnatione, 1680

Louis de Thomassin d’Eynac, ou plus simplement Louis Thomassin, né le 28 août 1619 à Aix-en-Provence et mort le 24 décembre 1695 à Paris, est un religieux et théologien français, prêtre de l'Oratoire.

## Biographie

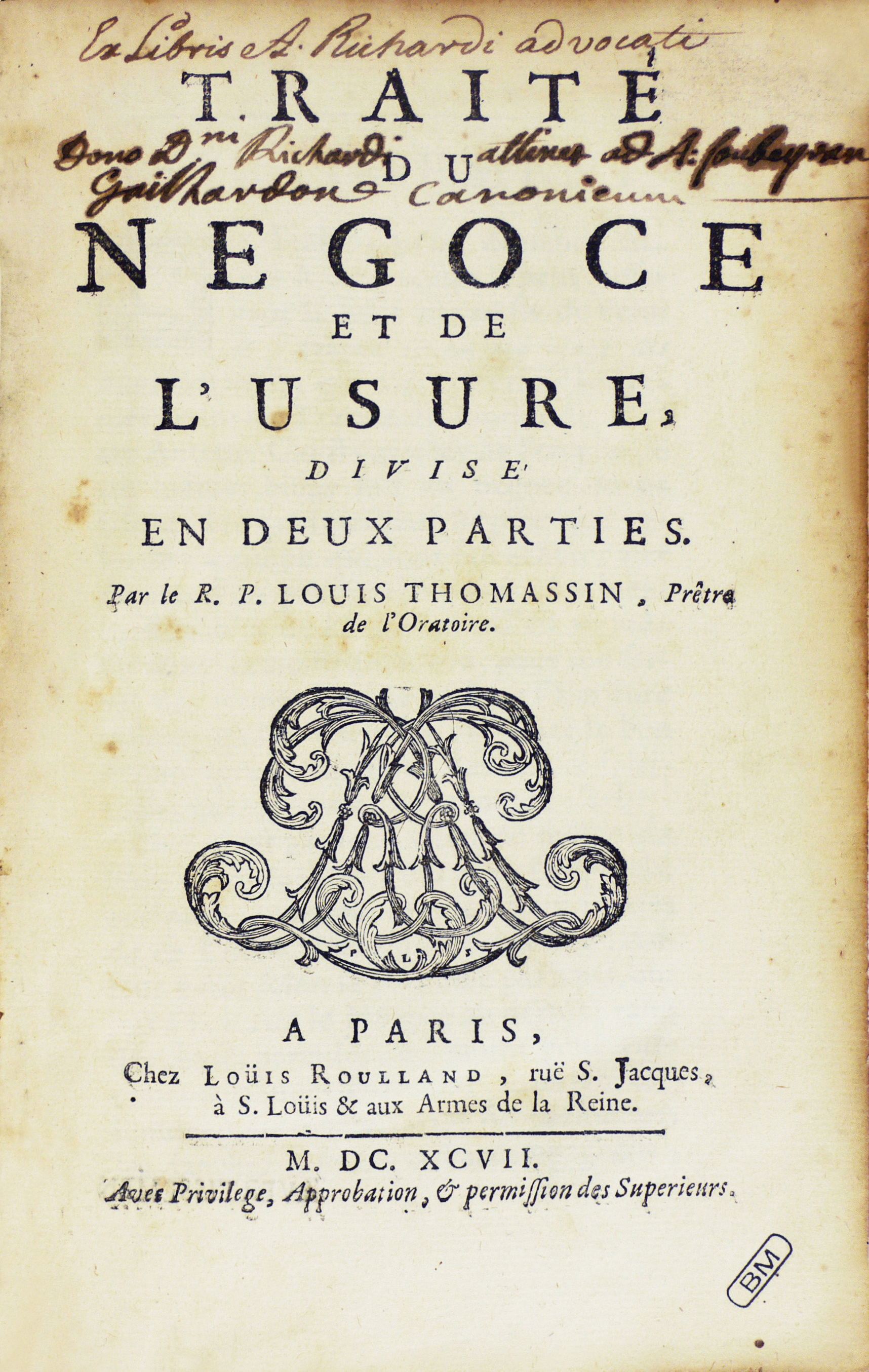
Traité du négoce et de l'usure, 1697.

Louis Thomassin, né le 28 août 1619, est le fils de Joseph Thomassin ,  avocat général à la cour des comptes, issu d'une ancienne famille originaire de Bourgogne venue en Provence avec le roi René d'Anjou. Après avoir fait ses études au collège de Marseille, il entra très jeune dans la congrégation de l'Oratoire. Il y enseigna les belles-lettres dans différents collèges, et la philosophie à Pézenas, où il adopta la méthode platonicienne, comme plus propre que toute autre à le disposer à l'enseignement de la théologie. Il professa pendant six ans cette dernière science à Saumur, en faisant concourir ensemble l'étude et la méthode des Pères à celle des scolastiques, et avec un réel succès.
Appelé, en 1654, au séminaire Saint-Magloire à Paris, il y enseigna pendant douze ans la théologie positive, et y fit des conférences sur l'histoire et la discipline ecclésiastique, dans le genre de celles que saint Charles Borromée avait établies à Milan, et qui attirèrent un grand concours d'auditeurs.
Jusqu'à son arrivée à Saint-Magloire, le P. Thomassin s'était montré partisan des doctrines reçues à Port-Royal ; dans son nouveau poste, il déserta le parti janséniste, sans néanmoins passer dans le parti opposé. Naturellement pacifique, il chercha à concilier les deux écoles, en prenant dans chacune d'elles ce qui lui semblait le plus propre à les rapprocher l'une de l'autre. C'est dans cette vue qu'il composa, en 1667, ses dissertations latines, au nombre de dix-sept, sur les conciles mais, à peine quelques exemplaires en eurent-ils paru dans le public, qu'elles causèrent une grande rumeur. Inutilement l'auteur y mit trente-six cartons exigés par les censeurs, les plaintes n'en continuèrent pas moins avec encore plus d'éclat. On voulut même rendre toute la congrégation responsable de la doctrine d'un de ses membres. Le régent fut obligé d'en arrêter la circulation, d'après les représentations du Parlement, et le P. Senault d'adresser une lettre apologétique à l'archevêque de Paris, pour prévenir l'effet de la dénonciation qui devait en être faite à l'assemblée du clergé de 1670, dont ce prélat était président. Les reproches faits à cet ouvrage étaient d'enseigner qu'au pape seul appartient le droit de convoquer les conciles généraux que ces conciles ne sont pas nécessaires ; que le pontife souverain a une autorité supérieure à celle des conciles en matière de discipline seulement, restriction qui déplut fort aux Ultramontains ; qu'on ne doit jamais agiter la question de l'infaillibilité du pape, mais s'en tenir à dire qu'il est plus grand que lui-même quand il est joint au concile, et le concile plus petit que lui-même quand il est séparé du pape. Ces dissertations devaient avoir trois volumes ; les deux derniers n'ont jamais été imprimés.
Thomassin ne réussit pas mieux dans ses Mémoires sur la grâce, où il entreprenait de concilier toutes les opinions sur cette matière délicate. Il y rejette la science moyenne des molinistes et la prédétermination physique des thomistes, et fait consister l'efficacité de la grâce dans l'efficacité de plusieurs secours, dont chacun n'a rien d'infaillible, mais qui, se succédant rapidement les uns aux autres, produisent leur effet par leur ensemble, et prennent leur source dans la prédestination gratuite. Le chancelier Séguier, craignant que cet ouvrage ne ressuscitât les querelles récemment assoupies par la paix de Clément IX, en empêcha l'impression, mais comme il en avait couru quelques copies manuscrites, il parut à Louvain, en 1668, 3 vol. in-8°, sans la participation de l'auteur.
Ce ne fut qu'en 1682 qu'il put, sous les auspices de Mgr de Harlay, en donner une seconde édition, 2 tomes in-4°, reliés souvent en un volume ; elle porte son nom et est revêtue du privilège du roi, et considérablement augmentée. Le P. de Sainte-Marthe, général de l'Oratoire, appréhendant que le système exposé dans cet ouvrage et le bruit qu'il faisait dans le monde ne nuisissent au séminaire de Saint-Magloire, l’engagea à se retirer dans la maison de l'institution, où il aurait plus de loisir pour se livrer à la composition des autres ouvrages qu'il méditait. C'est effectivement pendant les seize ans de son séjour dans cette retraite qu'il composa la plupart de ceux dont nous allons parler.
Le plus considérable, celui auquel il doit sa réputation, est l’Ancienne et nouvelle discipline de l'Église, etc., 3 vol. in-fol., qui eut deux éditions consécutives, en 1678 et 1679 ; elles eurent le plus rapide débit. Le pape Innocent XI en fut si satisfait qu'il voulut attirer l'auteur à Rome, où il se proposait de l'élever à la dignité de cardinal, et où le cardinal Casanate lui destinait une place de sous-bibliothécaire du Vatican. Son humilité et le refus que fit le roi de priver son royaume d'un savant de ce mérite firent échouer ce projet. Quoique les Romains ne goûtassent pas quelques-unes de ses opinions, surtout celle où il donnait une date assez récente aux droits du pape sur l'érection des évêchés, ils désirèrent néanmoins qu'on en fît une traduction latine, afin de le rendre d'une utilité générale. Thomassin s'en chargea, à l'invitation du cardinal Cybo, et l'on assure qu'elle ne lui coûta que dix-huit mois de travail. Elle parut en 1688, dans le même nombre de volumes que les éditions françaises, mais avec des changements assez considérables dans celles-ci, les matières étaient distribuées selon l'ordre des temps, de sorte que, sur chaque sujet, on était obligé de consulter les trois volumes, ce qui en rendait l'usage très incommode ; dans celle-là, il les rangea suivant leur ordre naturel, sans aucune interruption, et l'enrichit d'ailleurs de plusieurs corrections et additions. C'est sur cette édition latine que le P. Bougerel (d), a rédigé la dernière des éditions françaises, qu'il publia en 1725, dans le même nombre de volumes. L'éditeur a changé quelques termes qui étaient devenus hors d'usage ; il a coupé plusieurs phrases, qui fatiguaient par leur excessive longueur. II a mis des tables très utiles à la fin de chaque volume, et il a ajouté à cette édition la Vie de l'auteur.
Le P. Mansi en a publié une quatrième, en 1723, à Venise, dédiée au cardinal Alberoni, 4 vol. in.-fol. Louis d'Héricourt en a donné un excellent abrégé en un volume in-4°. Celui du Père Loriot n'est qu'un extrait de ce que ce grand ouvrage contient sur la morale. Il fut suivi de ses Dogmes théologiques, 1680-1684 et 1689, 3 vol. in-fol°, pour servir de suite à ceux du P. Pétau, savant jésuite qui avait traité les matières plus en historien qu'en théologien, au lieu que l'oratorien s'attache principalement au fond des mystères.
Pierre Nicole, dont le jugement ne saurait être suspect quand il s'agit de Thomassin, ne pouvait cesser d'admirer son étonnante pénétration, surtout dans le premier volume qui traite du Verbe incarné et où il a rassemblé tout ce que les SS. Pères ont dit de plus sublime sur cette matière. Les mêmes qualités, se font remarquer dans le second, qui a pour objet Dieu et ses attributs. Il y expose de la manière la plus heureuse toute la doctrine des platoniciens sur cette matière. Le troisième contient des prolégomènes théologiques et le traité de la Trinité. Thomassin se distrayait de l'immense travail qu'exigeaient tant de savants ouvrages par des traités historiques et dogmatiques sur divers points de discipline et de morale, sur la manière d'étudier et d'enseigner les lettres humaines, la poésie, l'histoire, la philosophie, la grammaire, les langues ; ils furent suivis d'autres traités sur diverses parties de doctrine et de liturgie, tels que les jeûnes, l'office divin, le négoce et l'usure, l'usage des biens temporels, l'unité de l'Eglise, la vérité et le mensonge.
Tous ces ouvrages respirent le même esprit que les premiers, et offrent la même érudition. Il en avait composé un sur l'homicide et le larcin, qui est resté manuscrit, ainsi que ses Conférences sur l'histoire ecclésiastique. Thomassin avait fait une étude particulière de l'hébreu ; il s'était persuadé que toutes les langues avaient leur racine dans la langue hébraïque, et par conséquent qu'elles en avaient toutes tiré leur origine. Ce système ne fit pas fortune ; mais son travail suppose des recherches immenses et une patience infinie. Il l'épuisa au point qu'il devint incapable d'aucune application, et fut obligé de renoncer à toute espèce d'étude.
Ce fut le P. Charles Bordes, qui lui servait de secrétaire, qui se chargea d'en diriger l'impression, en le faisant précéder de la Vie de l'auteur. L'ouvrage fut imprimé en 1697, à l'imprimerie royale, en un volume in-folio, sous ce titre : Glossarium universelle hebraïcum. La préface, qui est de plus de cent pages, appartient au P. Thomassin, quoique le P. Bougerel l'attribue au P. Bordes et à M. Barat. Thomassin, privé les derniers temps de sa vie, de ses facultés mentales et même de la parole, languit pendant trois ans dans cet état et termina sa carrière au séminaire de Saint-Magloire, le 24 décembre 1695.
Sa mémoire était prodigieuse, mais il ne méditait pas assez ses ouvrages. On peut cependant les regarder comme d'excellents répertoires. Son grand défaut est d'avoir cherché à concilier toutes les opinions. Il formait d'abord un plan, puis ramassait de tous côtés des matériaux pour le mettre à exécution. Le dernier de ses ouvrages qui ont été rendus publics est un Traité dogmatique et historique des édits et autres moyens dont on s'est servi pour établir et maintenir l'unité dans l'Église, 2 vol. in-4°, suivi d'un troisième composé par le P. Bordes, éditeur de ce traité, et qui a aussi composé les préfaces des deux premiers, Paris, 1703. Cet ouvrage fut entrepris à l'occasion de la révocation de l'Édit de Nantes, Thomassin y établit que l'édit de Louis XIV, à ce sujet, est bien moins dur que les lois des codes théodosien et justinien, qui ont cependant été approuvées par les Pères de l'Église les plus pieux et les plus humains. Le P. Bordes s'attache à réfuter l’Histoire de l’Édit de Nantes d’Élie Benoît, et d'autres écrits calvinistes.
Il restait de ce savant, en manuscrit, dans la bibliothèque de Saint-Magloire, outre ses Conférences sur l'histoire ecclésiastique, des Remarques sur les conciles, 3 vol. in-fol. ; d'autres Remarques sur les décrétales de Grégoire IX ; un Traité des libertés de l'Église gallicane ; des Remarques sur plusieurs ouvrages de saint Augustin, en particulier sur ses Confessions.

## Source
« Louis Thomassin », dans Louis-Gabriel Michaud, Biographie universelle ancienne et moderne : histoire par ordre alphabétique de la vie publique et privée de tous les hommes avec la collaboration de plus de 300 savants et littérateurs français ou étrangers, 2e édition, 1843-1865 [détail de l’édition]